# Se tu non sei con me
Se tu non sei con me è una canzone della cantante romana Syria, scritta da Jovanotti. Il brano uscito nell'autunno del 2002 è uno dei maggiori successi commerciali della cantante.
Il brano è il primo singolo estratto dall'album Le mie favole e ha il ritmo del noto successo del 1977 di Iggy Pop The Passenger.

## Il video
Il video di Se tu non sei con me è stato girato dai fratelli Manetti e vede Syria nei panni di una Wonder Woman casalinga frustrata, che usa i propri superpoteri per le faccende di casa, mentre aspetta che ritorni a casa suo marito Superman, interpretato da Pietro Taricone. È presente anche il critico cinematografico Marco Giusti nel ruolo di un annunciatore televisivo.

## Tracce
1. Se tu non sei con me

## Classifiche
| Paese  | Posizione raggiunta |
| ------ | ------------------- |
| Italia | 16                  |